# Baron Clydesmuir
Baronowie Colville 1. kreacji (parostwo Zjednoczonego Królestwa)
- 1952–1954: David John Colville, 1. baron Clydesmuir
- 1954–1996: Ronald John Bilsland Colville, 2. baron Clydesmuir
- 1996 -: David Ronald Colville, 3. baron Clydesmuir